# Edoardo Brizio
Edoardo Brizio (Torino, 3 marzo 1846 – Bologna, 5 maggio 1907) è stato un archeologo italiano, professore di Archeologia e Numismatica presso l'Università di Bologna e direttore del Museo Civico della città.

## Biografia
Nacque da una famiglia di commercianti originari di Bra. Si laureò nel 1868 presso la Facoltà di Lettere dell'Università di Torino. Qui, a seguito dell'incontro con l'archeologo Ariodante Fabretti, si avvicina all'archeologia. Nello stesso anno fu ammesso alla Prima Scuola Archeologica Italiana di Pompei.
Nel 1871 fu incaricato da Fabretti di compilare il catalogo delle collezioni greca, romana ed etrusca del nascente Museo Civico di Bologna. Nel 1872 fu nominato Segretario della Soprintendenza per gli Scavi e Conservazione dei Monumenti della provincia di Roma. Nel 1874 diventò membro dell'Istituto archeologico germanico.
Nel 1875 fu nominato Ispettore dei Musei e degli Scavi presso la Direzione Generale degli Scavi di Antichità, istituita in quegli anni da Ruggero Bonghi, ministro della Pubblica Istruzione.
Nel 1876 succedette a Francesco Rocchi nella cattedra di archeologia dell'Università di Bologna. Innovativo fu il metodo di approccio di Brizio alla disciplina archeologica, la quale deve necessariamente basarsi su un contatto diretto con i monumenti. A tal fine introdusse, all'interno dell'Ateneo bolognese, la pratica delle gite d'istruzione.
Nel 1878 fu nominato direttore della sezione antica del Museo Civico di Bologna. Nel 1887 fu nominato Regio Commissario degli Scavi di Antichità per l'Emilia e le Marche e direttore generale del Museo Civico di Bologna.
Brizio fu il primo a dare una sistemazione scientifica ai materiali rinvenuti nei numerosi scavi effettuati del bolognese.  Dirigerà personalmente quelli del fondo Benacci Caprara (1887-1888), dei Giardini Margherita (1887-1889), dell'Arsenale militare (1888-1889), di Claterna (1887-1890) e Kainua (1888-1889), fino a quelli del cosiddetto "muro del Reno" (1894-1902) e di Villa Cassarini (1906-1907).
Per i suoi meriti scientifici, fu eletto dottore onorario dell'Università di Pietroburgo, membro dell'Accademia di Stoccolma e socio nazionale dell'Accademia dei Lincei.
Il 5 maggio 1907 morì a Bologna, a sessantuno anni, dopo essere stato colpito da ictus.
Edoardo Brizio è sepolto nel Chiostro VI (portico ovest, lato esterno, n.15) del cimitero monumentale della Certosa di Bologna.

## Opere
- Catalogo delle raccolte archeologiche, Bologna, 1871.
- Sulle scoperte archeologiche della città e della provincia di Roma negli anni 1871-1872, Roma, 1873.
- Pitture e sepolcri scoperti sull'Esquilino, Roma, 1876.
- Monumenti archeologici della provincia di Bologna, Bologna, 1881.
- La provenienza degli Etruschi, Modena, 1885.
- Guida del Museo Civico di Bologna, Bologna, 1887.
- Il nuovo Museo nazionale delle antichità in Roma, Roma, 1889.
- La necropoli di Novilara presso Pesaro, Roma, 1895.
- Epoca preistorica, Milano, 1898.